# Solveira
Solveira é uma povoação portuguesa sede da Freguesia de Solveira do Município de Montalegre, freguesia com 12,17 km2 de área e 150 habitantes (censo de 2021), tendo, por isso, uma densidade populacional de 12,3 hab./km².

## História
Até ao liberalismo fazia parte da Honra de Vilar de Perdizes, juntamente com as freguesias de Vilar de Perdizes e Santo André.
Esta é uma aldeia da região de Barroso onde abundam os vestigios de remotas ocupações humanas e onde o sentido comunitário se revela desde logo no Forno do Povo, obra arquitetónica feita integralmente em pedra, na Torre, nos Moinhos comuns e nas cortes e lamas pertencentes ao Boi do povo.

## Demografia
A população registada nos censos foi:
| Distribuição da População por Grupos Etários | Distribuição da População por Grupos Etários | Distribuição da População por Grupos Etários | Distribuição da População por Grupos Etários | Distribuição da População por Grupos Etários |
| -------------------------------------------- | -------------------------------------------- | -------------------------------------------- | -------------------------------------------- | -------------------------------------------- |
| Ano                                          | 0-14 Anos                                    | 15-24 Anos                                   | 25-64 Anos                                   | > 65 Anos                                    |
| 2001                                         | 22                                           | 17                                           | 90                                           | 85                                           |
| 2011                                         | 13                                           | 13                                           | 64                                           | 64                                           |
| 2021                                         | 13                                           | 5                                            | 63                                           | 69                                           |

## Património
- Igreja Matriz de Solveira.